# ユディカ・コルディーリア兄弟

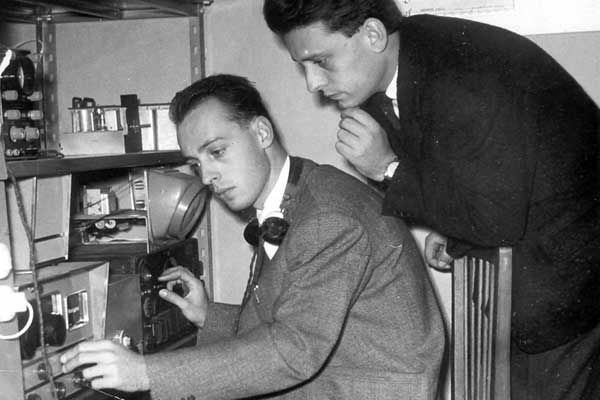
ユディカ・コルディーリア兄弟

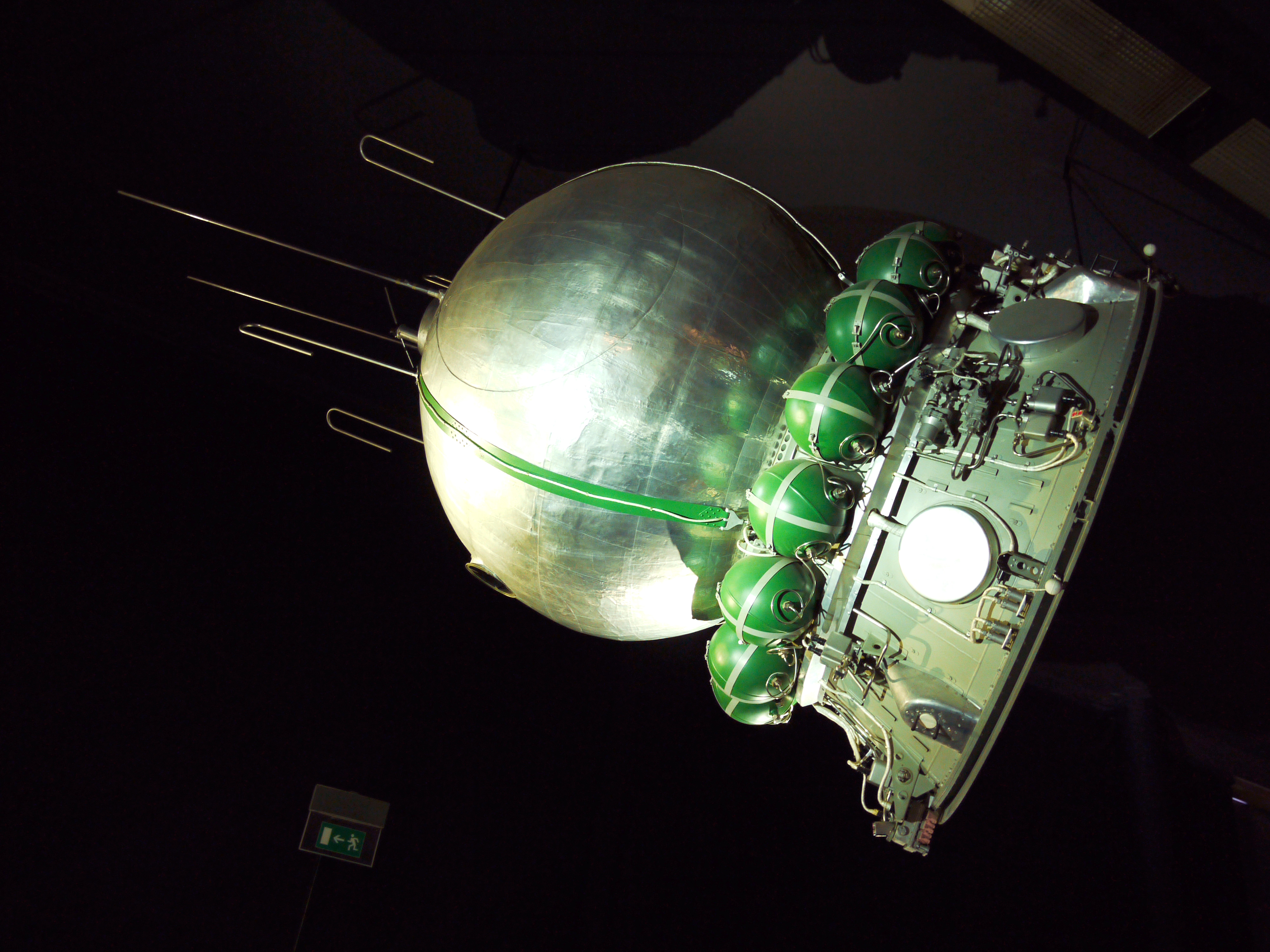
1960年代初頭、兄弟はソ連のボストーク計画の合間に実行された様々な秘匿計画の証拠を受信したと主張した。

ユディカ・コルディーリア兄弟(Judica-Cordiglia brothers)はイタリアのアマチュア無線家。

## 概要
アキレ(1933年生 - 2015年死去)とジョヴァンニ・バティスタ(1939年生 - )の兄弟は1957年10月からトリノの郊外で趣味で無線の交信を傍受していた。当時、犬などの実験動物を乗せた生物衛星が打ち上げられていてそれらの衛星からの心拍のテレメトリを受信したりしていた。
1961年5月16日に打ち上げられたソビエトの女性宇宙飛行士の搭乗した宇宙船による5月23日に再突入が試みられた時の交信を傍受したとされる。5月26日にタス通信は、23日に大型無人衛星が大気圏に再突入して燃え尽きたと発表した。当時、打ち上げにはボストークロケットが使用されていたが、現在に至るまで該当する宇宙船の打ち上げは公式には確認されていない。
なお、アキレとジョヴァンニの兄弟の名で著名であるが、下記の一連の傍受活動には、兄弟の妹であるマリア・テレサを始めとする兄弟の家族や親族、学生を中心とする秘密のボランティアグループら、数多くの人物が協力者として関わっていた。特に、妹のマリアはロシア語を学習していた為に、傍受したソ連の音声記録の解析の際に重要な役割を果たしたという。

## トーレバート宇宙センター
コルディーリア兄弟は10代半ばだった1949年からラジオ受信機の自作を始めた電子工作マニアで、自作の受信機で多くのラジオ放送の受信を愉しむ生活を送っていた。兄弟の人生を決定的に変える契機となったのは、1957年10月4日。いつものように自宅の屋根裏部屋で自作受信機の調整を行っていた際、突然ビープ音に似た発信元不明の電波を受信したことであった。冷戦だった当時は知られていなかったが、トリノを含む北イタリアはバイコヌール宇宙基地から発射されるソ連の宇宙ロケットの軌道下に位置する西ヨーロッパで唯一の地域であり、兄弟は偶然にもスプートニク1号からの電波を受信してしまったのである。
人工衛星からの電波傍受に成功したという事実を知った兄弟は、直ちにトリノ市内で最も高い建造物であったアパートメントの屋上に、(設営と撤去が容易な)直径8mの折畳式のパラボラアンテナを無断設置し、同年11月には犬のクドリャフカ号が搭乗したスプートニク2号、翌1958年2月には米国のエクスプローラー1号からの電波受信に成功したとされる。
兄弟は程無くしてトリノ郊外に遺棄されていたドイツ国防軍のブンカーに、仲間と共に金属廃材を用いて直径15mものパラボラアンテナを建設し、地下壕に数多くの自作機材を収めて地上局を設立、このブンカーを「トーレバート宇宙センター」と名付けた。
トーレバートではソ連の宇宙ロケット以外にも、ケープカナベラル空軍基地から打ち上げられるアメリカ合衆国の宇宙ロケットからの電波の受信も試み、1961年にボストーク1号のユーリイ・ガガーリンの音声通信、翌1962年にはマーキュリー・アトラス6号のジョン・ハーシェル・グレンの音声通信の傍受に成功したとされる。
トーレバートには、世界地図の他にケープカナベラルやバイコヌールの現地時間に合わせた複数の時計が設置されており、当時世界各国の16箇所に兄弟と同じく宇宙交信の傍受を目的とした、フリーク達によるアマチュア地上局が存在したとされており、兄弟は彼らと緊密に連絡を取ることでアメリカやソ連のロケット発射の情報を察知し、素早い傍受活動が行えたとされている。

## トーレバート録音
兄弟は1960年から1964年に掛けて、ソ連の宇宙開発の失敗を記録したとされる、下記の9つの録音テープを相次いで公開した事で耳目を集め、数多くの議論を引き起こした。
1. 1960年5月の録音とされる、有人宇宙船が軌道を外れかけた事態の音声交信記録。
2. 1960年11月28日の傍受とされる、地球周回軌道から外れゆく有人宇宙船から発信された微かなSOS信号[3]。
3. 1961年2月の録音とされる、宇宙飛行士が宇宙船内で窒息死したと推測される呼吸音の音声記録。
4. 1961年4月の傍受とされる、ボストーク1号の交信記録。これによると、ボストーク1号は制御の問題で大気圏再突入シーケンスを2度に渡り中断したため、ガガーリンは再突入に成功するまでに実際には地球を3周回っていたという。
5. 1961年5月の傍受とされる、制御不能に陥った宇宙船から発信された救難を求める通信記録。
6. 1961年10月の録音とされる、制御不能に陥った宇宙船から発信された宇宙飛行士の音声記録。
7. 1962年11月の傍受とされる、突入角度を誤った事で大気圏外に弾き返された再突入カプセルからの通信記録。
8. 1963年11月の録音とされた、再突入時に焼死した女性宇宙飛行士の末期の音声記録。
9. 1964年4月の傍受とされる、突入角度を誤った事で大気内で燃え尽きた再突入カプセルからの通信記録。

このうち、兄弟の名を最も有名にしたものが「トーレバート録音」と呼ばれる8番目の音声記録で、1963年6月のワレンチナ・テレシコワ(ボストーク6号)の直後の出来事とされたため、イタリアやスイスのローカルラジオ局を中心に大きな話題となった。しかし、兄弟は後にこの音声記録はガガーリンとゲルマン・チトフ(ボストーク2号)の間の期間とされる、1961年5月19日の出来事であると訂正を行った。
トーレバート録音の他に、具体的な日付が記録されている2番目のSOS信号は、西ドイツのボーフム天文台が同日に発表した「人工衛星からと思われる電波を観測した」というプレスリリースの直後に記録されたものとされており、3番目の宇宙飛行士のものと思われる苦しげな呼吸音は、トリノ在住の心臓外科医であったアキレ・マリオ・ドリオッティにより、「窒息死に至る直前の状況ではないか」と鑑定されたという。

### 批判
兄弟の傍受記録には専門家や懐疑論者の間から数多くの資料批判が行われ、今日では傍受されたとする記録の殆どが事実とは認定されていない。兄弟自身もトーレバートにおける活動は、1965年まではワシントン・ポストやリーダーズ・ダイジェストなどに掲載されるなどの注目を集めたが、兄弟は1966年にはトーレバートを閉鎖し、アキレは心臓病学、ジョヴァンニは法医学の分野にそれぞれ転身していった。ジョヴァンニの法医学者としての事績には、1969年にトリノの聖骸布の学術調査が行われた際、史上初めてカラー写真による鑑定を実施したことが記録されている。
彼らに対する批判の最も単純な論点としては、音声記録の多くが当時のソ連空軍やソ連防空軍の操縦士達が標準的に用いていた専門用語や交信規則(プロトコル)に則っていないというものが挙げられる。また、全ての交信記録に初歩的なロシア語の文章や文法の誤りが含まれており、音声記録にもロシア語のネイティブ・スピーカーでは有り得ない誤りが含まれているとされる。幾つかの交信記録では、ソ連の宇宙船が地球周回軌道から外れてしまった大事故を示唆していたが、実際には当時のボストーク-K型ロケットのRD-107はボストーク宇宙船を第二宇宙速度(地球脱出速度)に到達させるだけの性能を備えておらず、ソ連が地球脱出速度を超えるに十分な性能を備えたロケットエンジンを実用化するのは、1969年のRD-270を待たねばならない状況であったという歴史的事実との矛盾を含んでいた。
スウェーデンの航空宇宙学者であるスヴェン・グラーンと、ルクセンブルクの無線技師であるティエリー・ロンブリーの二人は、兄弟が制作したアンテナは当時の米ソ両国の宇宙船からの電波を受信するに足る利得を備えていない上に、手動式のアンテナ追跡装置は大気圏内の飛行物を追跡できる程度の動力性能しか有しておらず、わずか数分で地平線の両端を横断する速度の人工衛星観測は不可能であるという問題点や、当時のソ連の宇宙飛行士の心拍や呼吸数といった生命活動情報は、基本的にテレメトリデータとして送信されており、音声として記録されることはないといった事実の指摘を行っている。また、グラーンは兄弟がメディア向けに公開した写真を分析し、第二次世界大戦の軍用機材から転用されたとみられる周波数ダイヤルや、自作のアンテナ等では、当時の米ソの宇宙船で使用されていた周波数の電波を傍受する事は困難で、特に1963年前後に兄弟が盛んに喧伝した「ルナ4号が撮影した月面写真のファクシミリの受信に成功した。」などの事績は、当時の新聞の写真を転用した捏造であると断じている。
懐疑論者で、ソ連や中華人民共和国の宇宙計画などの全体主義国家における宇宙開発史の研究家としても知られるジェームス・オバーグは、ソ連の宇宙開発史の調査の結果、グリゴリー・ネルユボブのように行状不行届が原因で写真編集により存在を消された人物や、ヴァレンチン・ボンダレンコの事故死やニェジェーリンの大惨事などのように、地上での事故により死亡した人物をグラスノスチに至るまで隠蔽したケースなどは存在したものの、宇宙空間における重大事故で死亡した人物をその存在ごと隠蔽した事例、「所謂ロスト・コスモノートの実在は一人も確認できなかった」と結論付けている。
オバーグの調査手法は、ソ連の宇宙飛行士候補者のプレス発表写真を年次毎に集めていき、「被写体から消えた＝何らかの原因で宇宙飛行士候補から脱落した人物」の消息を、当時の関係者からも聞き取りを行いつつ一人一人詳細に追跡していくというもので、前述のネルユボブの事例はオバーグの調査の中でその存在が改めて浮上した人物でもあった。
なお、データ中継衛星が一般化するまでは、大気圏再突入の際には地上と宇宙船間の通信途絶が発生するのが避けられないというのが常識であり、宇宙船が再突入に失敗して燃え尽きるに至るまで地上との通信が継続できることは現実には有り得なかった。また、ソビエト連邦の社会構造として、「宇宙開発などにおける悲劇的な殉職者」に対してはソ連邦英雄やレーニン勲章といった栄誉称号を死後追贈し、国家の英雄として祀り上げる事も常識であったため、宇宙空間での殉職者の存在を隠蔽すること自体がこうした国家的慣習と矛盾していた。実際に、ソユーズ1号やソユーズ11号の殉職者は全員がソ連邦英雄を死後追贈されており、死因が一般に公表されなかったボンダレンコですら赤星勲章の死後追贈を受けていた。

### 擁護論
それでも、兄弟の音声記録はソ連に批判的な反共主義者や陰謀論者などを中心に、西側諸国で少なからぬ支持を得るに至り、特にトーレバート録音は「失われた宇宙飛行士」の代表例として、50年以上が経過した現在も一定の支持者が存在し続けている。オバーグによると「失われた宇宙飛行士」の俗説は、1958年にヘルマン・オーベルトがカプースチン・ヤールにおける弾道飛行実験の死亡事故の噂として著作に記述した事が始まりで、その後アメリカ社会に陰謀論として広く膾炙されるようになったのは1967年のアポロ1号の死亡事故以降であるとしており、そのうちの一つとしてトーレバート録音も大きな注目を集めたという。
コラブリ・スプートニクなどのソ連の初期の宇宙開発の特異な点であった、「秘密裏に複数の技術開発を行いながら多数の宇宙計画を実行し、成功したもののうち軍事機密に抵触しないものにのみ計画番号を与え、西側世界に公表する。(つまり、成功すらも隠す事例が珍しくなかった)」という、計画責任者以外には全容の把握すら難しいとされた秘密主義的な体制や、ニコライ・エジョフの如く「存在を消された」ネリュボフのような飛行士候補生や、人間と見紛うほど精巧に作られた「宇宙飛行士」のイヴァン・イヴァノヴィチ (ボストーク計画)のような存在が実在した事なども、学術的に論破された陰謀論めいた説でも、一定の支持層が存在し続ける一因ともなっている。
兄弟の西側メディアへの登場は1965年以降下火となり、兄弟自身も1969年に発足したAMSATにも参加することなく、アマチュア無線の世界から去っていったため、1970年代以降はニーノ・ロー・ベロの配信で、北米の地方新聞に時折その事績が紹介される程度の存在となっていった。
兄弟に再び脚光が浴びせられたのは2004年、アメリカのジョバンニ・アブラテとイタリアのマリオ・アブラテにより、Webサイト「The Lost Cosmonauts」が開設された時である。2006年に兄弟は回顧録である『Dossier Sputnik. «.Questo il mondo non lo saprà.»』を、2010年には『Banditi dello spazio. Dossier Sputnik 2』を相次いで上梓、ネットユーザーを中心に再び彼らの過去の録音が注目されるようにもなった。しかし、かつて兄弟の事績を様々な観点で批判した専門家の間では、「兄弟が上梓した回想録には、過去に指摘された疑惑に対する明確な回答は一切なかった。」との失望の意見も呈された。
2008年、イギリスのジャーナリストであるクリス・ホリントンが兄弟を取材し、フォーティーン・タイムズに寄稿した記事によると、兄弟がイタリア・スイス両国で話題となった1960年代当時、ソ連はソ連国家保安委員会(KGB)のエージェントを接触させ、公然と兄弟の監視活動を行っていたという。このエージェントは後にロシア連邦の大使となっており、チェコ共和国で行われた匿名のインタビューにて、「ソ連は兄弟の行動に重大な関心を示しており、場合によっては暗殺も含む実力行使をも検討していたが、兄弟が純粋に子供じみた好奇心で活動を行っていたことや、後にテレビ番組を中心に兄弟が著名人となってしまったことから、彼らに危害が加えられることは無かった。」と語っている。兄弟に対するKGBの監視に対しては、イタリア政府も同国の諜報機関であるSIFARのエージェントを派遣し、防諜と身辺警護を行っていたという。ホリントンはまた、兄弟が1964年にイタリアのクイズ番組であるフィエラ・デイ・ソーニに出演して優勝し、優勝賞品として「アメリカ航空宇宙局への訪問」を希望し、同年2月26日に訪米しているが、この時兄弟と会見したSTADANとNASAの複数の技術者が兄弟の録音テープを聞き、驚嘆したとも記述している。
ホリントンの記事は、兄弟の擁護論者の多くが孫引きする資料ともなっているが、記事の中でも引用されたオバーグ自身は、ホリントンの記述の殆どが事実誤認や虚偽であるとも反論している。オバーグの反論の中には、KGBの要人暗殺に掛かる意思決定プロセスに関するホリントンの事実誤認の指摘が含まれている。KGBが監視対象人物の暗殺を検討するのは、「対象人物が西側諸国への亡命を決断した時のみ」であるといい、兄弟のように単なる好奇心でソ連に対する調査を行っているケースは対象外であると述べている。また、兄弟の1964年の訪米時に面会したとされるNASA職員についても、NASAの人事記録上に存在が確認できなかったとも述べている。
なお、アマチュア無線の分野では、兄弟が残した大きな功績として「事績の真偽はともかくとして、人々、とりわけ子供たちの電子工作や無線通信への興味を大きく掻き立て、結果として欧州におけるアマチュア無線人口の拡大に貢献した。」という評も残されている。
2011年9月28日には、アメリカのサイエンス・チャンネルが『ダークマターズ』第1シリーズ第5話にて、兄弟の事績を取り上げた。